# 마쓰마에성

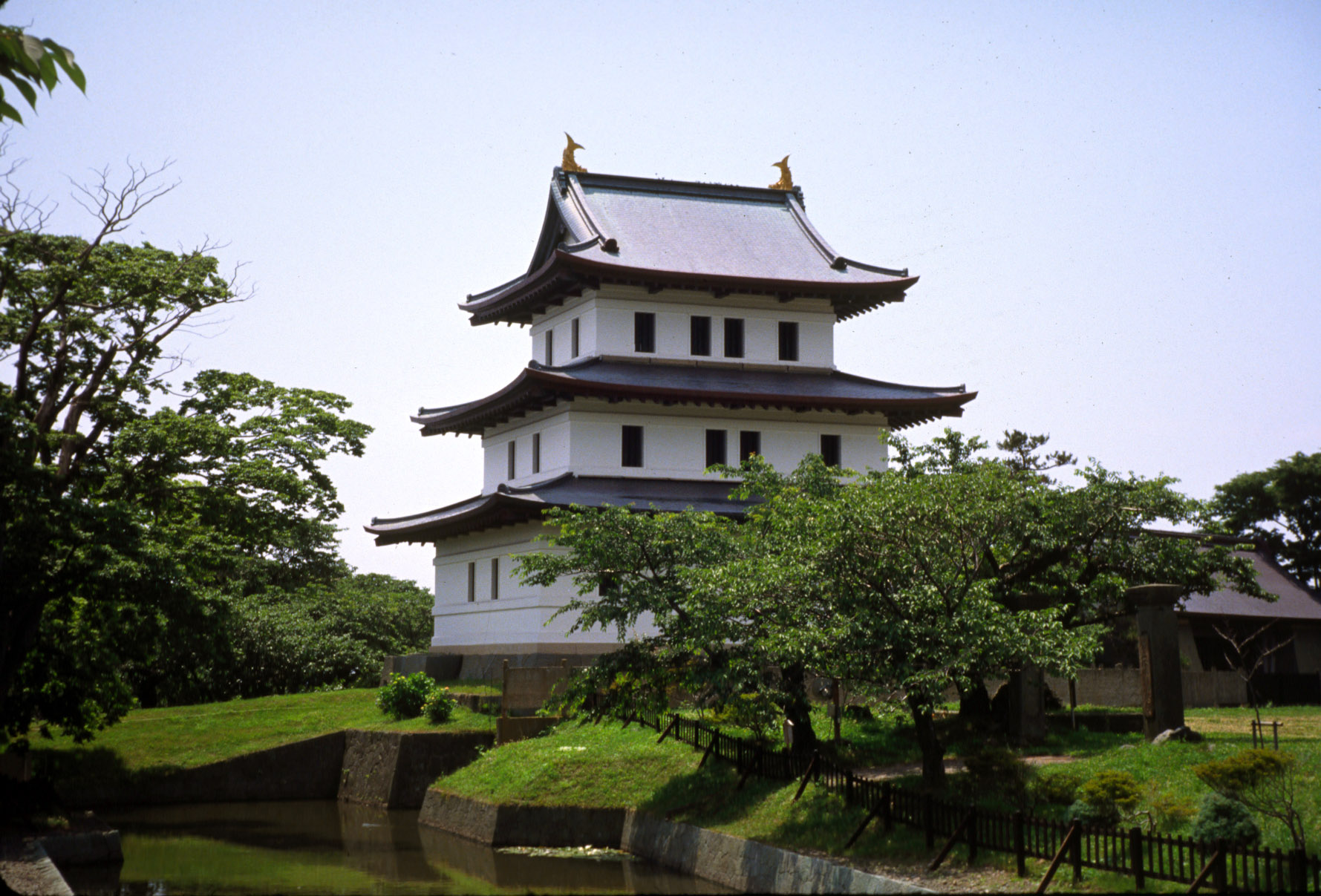
마쓰마에 성의 천수각

마쓰마에성(일본어: 松前城, まつまえじょう)은 홋카이도 오시마 종합진흥국 마쓰마에정에 있는 평산성으로, 후쿠야마 성으로도 불린다.

## 개요
이시다 성과 나란히 가장 마지막에 지어진 성곽이다. 보신 전쟁의 막바지 에조치에서 독립을 갈망하는 구 막부 군과의 공방전이 유명하다. 성 일대는 국가 지정 사적이며, 성이 축성될 때 만들어진 혼마루 어문은 중요 문화재이다. 2001년 홋카이도 유산으로 선정되었다.

## 역사 및 연혁

### 에도 시대
후쿠야마다테
가키자키 가문 (후에 마쓰마에 가문)의 거처였던 오다테(大館)로부터 후쿠야마(현재 마쓰마에 성)로 옮긴다. 1600년 ~ 1611년 동안 진야를 구축한다. 후에 러시아 함대 등이 빈번히 출현하자 1849년 막부는 어쩔 수 없이 후쿠야마다테(福山館)의 개축을 허가한다.
축성
1849년 막부는 북방 경비를 목적으로 마쓰마에 다카히로에게 축성을 명한다. 당초 축성 계획을 세울 때 후쿠야마가 아니라 지형적으로 요충지인 하코다테의 가규산에 축성해야 한다는 의견이 있었지만, 성하 마을 상인들의 저항에 부딪혀 당시 마쓰마에 가문의 거처였던 후쿠야마다테를 증축하게 된다.
나가누마 학파 군사학자 이치카와 이치가쿠의 조언에 따라 후쿠야마다테를 증축하였으며, 비로소 처음으로 3층 천수를 세울 수 있었다. 1854년 준공하였으며, 이 시기 마쓰마에성이라고 불렸다고 한다. 해안으로부터 함포 사격에 대비하기 위해 포대를 만들었으며, 성벽안에는 철판을 집어 넣었다. 만약 적이 혼마루로 침입하더라도 길이 복잡하여 여의치 못하게 만들었으며, 총 등으로 사격하기 쉽게 설계되었다. 또, 석벽에 있어서도 돌과 돌 사이 틈이 없도록 촘촘히 쌓았다. 안타깝게도 성이 해안에 가깝기 때문에 대규모로 성을 축조할 수 없었다.

### 메이지 시대이후
막부 말기 축성이 되었지만, 마쓰마에 성은 전쟁의 화마를 경험한 성이다. 1868년 (메이지 원년) 가을, 에조치에 독립정권 수립을 원하는 구 막부 군이 오시마반도 각지를 제압하였고, 11월 5일에는 전 신센구미의 부장이었던 히지카타 도시조가 이끄는 700명이 마쓰마에 성을 공격한다. 격렬한 공방전이 있었지만, 불과 몇 시간 만에 성이 함락된다. 이렇게 된 것은 구 막부 군의 함대가 하코다테 만에서 함포사격을 가해 성의 방어력을 약화시켰기 때문이다. 또, 성을 설계할 때 성의 전면은 통로가 복잡하게 만들어져 방어가 쉬웠으나, 뒤에서 공격해 오는 적에게는 무용지물이었다. 히지카타 도시조는 이 점을 간파했다. 현재에도 석벽에는 당시의 탄흔이 남아있다.
그러나 다음해인 1869년 (메이지 2년) 구 막부 정권은 항복하였고, 다시 마쓰마에 성은 마쓰마에 가문 소유가 되었다. 1871년 (메이지 4년) 폐번치현이 시행됨에 따라 성은 메이지 정권의 소유가 되었다. 1875년 (메이지 8년) 천수등 혼마루의 시설을 제외한 대부분의 건물이 파괴되었다.
그 후, 1941년 (쇼와 16년) 천수, 혼마루 어문, 혼마루 어문 동쪽 담이 당시 국보 지정되었지만, 1949년 (쇼와 24년) 6월 5일 성터에 있던 마쓰마에 정 사무소로부터 화재가 발생하여 천수와 혼마루 어문 동쪽 담이 소실되었다. 1959년 ~ 1961년에 걸쳐 천수가 철근 콘크리트 구조로 복원되어 현재까지 마쓰마에 성 자료관으로 사용되고 있다. 성이 축조될 당시부터 현존하는 건물로는 혼마루 어문과 혼마루 오모테 어전현관 및 구 데라마치 어문, 그리고 중요 문화재인 혼마루 어문이 있다. 또, 석벽 등이 잘 보존되어 성 전체가 국가 사적으로 지정되었다. 2006년 (헤세 18년) 4월 6일 일본 100대 명성으로 지정되었다. 덧붙여 성 주위는 마쓰마에 공원(松前公園)으로 일본 벚꽃 100선중 하나이다.

## 교통
- JR 홋카이도 기코나이역에서 하차, [마쓰마에 출장소] 행 버스 승차 약 1시간 40분 소요.
- JR 홋카이도 하코다테역에서 출발하는 버스도 있음.

## 같이 보기
- 고료카쿠